# Jadwiga Kunicka
Jadwiga Kunicka z Eysymontów (ur. 29 stycznia?/10 lutego 1878 w Grodnie, zm. 2 grudnia 1936 w Bielsku) – działaczka socjalistyczna, społeczna i kobieca.

## Życiorys
Ur. 10 lutego 1878 w Grodnie, jako córka adwokata przysięgłego Konstantego i Zofii z Klimaszewskich. Jako krewną wychowała ją Eliza Orzeszkowa. Po ukończeniu żeńskiego gimnazjum w Grodnie ze złotym medalem (1894) wyjechała na studia do Krakowa. Była absolwentką wydziału przyrodniczego Wyższych Kursów dla Kobiet im. A. Baranieckiego. Po ślubie w 1900 z Ryszardem Kunickim najpierw mieszkała w Krakowie, a następnie od 1902 we Frysztacie na Śląsku Cieszyńskim. Od 1901 była członkiem Oddziału Zagranicznego PPS najpierw w Krakowie, a potem w Morawskiej Ostrawie. Równolegle działała w Polskiej Partii Socjalno-Demokratycznej Galicji i Śląska – działając w sekcjach kulturalno-oświatowych oraz w ruchu kobiecym. Wraz z Dorą Kłuszyńską działała w Obwodowym Komitecie Agitacyjnym PPSD na Śląsku Cieszyńskim. Prowadziła wówczas agitację za równouprawnieniem kobiet. Była autorką tekstów do „Robotnika Śląskiego” i „Głosu Kobiet”. Działaczka stowarzyszenia kulturalno-oświatowego „Siła”.
Podczas I wojny światowej zaangażowana była w pracach Sekcji Śląskiej NKN. Jednocześnie działała w Lidze Kobiet Galicji i Śląska. Była od 1918 członkinią Naczelnego Zarządu Ligi. Zorganizowała i prowadziła biuro pomocy dla rodzin jeńców przebywających w niewoli rosyjskiej. W jego ramach podejmowała poszukiwania osób i prowadziła korespondencję.
W okresie odbudowy państwa polskiego w latach 1918–1920 była zaangażowana w walce o przyłączenie Śląska Cieszyńskiego do Polski, m.in. uczestniczyła w działaniach agitacyjnych Głównego Komitetu Plebiscytowego w Zagłębiu Ostrawsko-Karwińskim. Po podziale Śląska przeniosła się z Frysztatu do polskiej części Cieszyna, gdzie po rozwodzie z mężem mieszkała samotnie. W okresie międzywojennym czynna była głównie w Polskim Czerwonym Krzyżu. Przyjaźniła się z Zofią Kossak-Szczucką, w tym czasie często odwiedzała ją w majątku w Górkach Wielkich. Zmarła 2 grudnia 1936 w Bielsku. Pochowana w Górkach

## Życie prywatne
Pochodziła ze znanej rodziny Eysymonttów herbu Korab. Jej dziadek Józef był właścicielem folwarku Miastków pod Pińskiem. Ojciec Konstanty (ur. 11 maja 1841) przeniósł się do Warszawy (tam poślubił w 1870 Zofię Klimaszewską), a następnie do Grodna, gdzie przez długie lata wspierał finansowo Elizę Orzeszkową. Miała też brata Witolda (ur. 1885), adwokata wileńskiego.
W latach 1900–1920 żona znanego działacza socjalistycznego i lekarza Ryszarda Kunickiego. Miała z nim synów: Stanisława (ur. 1900), lekarza ftyzjatrę, Adama (1903-1989), prof. neurochirurgii, i Janusza (ur. 8 września 1907), prawnika.